# غوستافو نصر
غوستافو نصر (بالبرتغالية: Gustavo Nasr‏) هو مصور سينمائي ومخرج برازيلي، ولد في 21 فبراير 1979.

## روابط خارجية
- غوستافو نصر على موقع IMDb (الإنجليزية)
- غوستافو نصر على موقع قاعدة بيانات الفيلم (الإنجليزية)